# BAAS Raymann
BAAS Raymann was een Nederlands actualiteitenprogramma op NPO 1. Het programma werd gepresenteerd door Jörgen Raymann, bijgestaan door de vier cabaretiers Soundos El Ahmadi, Pieter Derks, Nabil Aoulad Ayad en Rayen Panday.
In het programma gaven Raymann en de vier cabaretiers hun mening over Nederland. El Ahmadi en Aoulad Ayad gaven in de studio commentaar op het nieuws van de week, terwijl Derks en Panday op locatie gingen.
Op 30 oktober 2015 ging het programma in première. BAAS Raymann werd elke vrijdag rond half 11 uitgezonden. Om acht uur begonnen de opnames, die plaatsvonden in Studio 1 van de Rotterdamse Schiecentrale.

## Afleveringen
| Seizoen | Seizoen | Afleveringen | Data              | Data               |
| Seizoen | Seizoen | Afleveringen | Eerste aflevering | Laatste aflevering |
| ------- | ------- | ------------ | ----------------- | ------------------ |
|         | 1       | 8            | 30 oktober 2015   | 20 december 2015   |